# Sietze Dolstra
Sietze Dolstra (Amsterdam,  29 mei 1946 – Zandvoort,  4 juli 2015) was een Nederlands cabaretier en zanger.

## Loopbaan
Vanaf zijn zestiende trad hij op met eigen teksten en zelfgeschreven muziek, waarbij Toon Hermans zijn grote voorbeeld was. Tijdens zijn studie Nederlands en de lerarenopleiding bleef hij ook optreden. In 1976 bracht hij de LP Vandaag is alweer gisteren en in 1979 het album Twee Levens uit en werkte in de jaren daarna vooral als tekstschrijver aan programma's als Kwistig met Muziek, Bananasplit, Radar en Z@ppsport. In zijn carrière kreeg hij een Zilveren Harp en de Prix de Monaco voor Europees radio-amusement. In de nadagen van zijn carrière schreef hij teksten voor diverse artiesten en gezelschappen, en uiteindelijk een boek over zijn eigen familie. 
- Gemeinsame Normdatei: 1166992152
- International Standard Name Identifier: 0000 0003 6897 5448
- MusicBrainz: 0a4ba921-06a6-4772-aa18-d2cdbb14538b
- Nederlandse Thesaurus van Auteursnamen: 069694028
- Virtual International Authority File: 280954348
- WorldCat: E39PBJdRrmQGR9q3H4yqr994bd